# 시에라마드레땃쥐쥐
시에라마드레땃쥐쥐(Soricomys musseri)는 쥐과에 속하는 설치류의 일종이다. 필리핀 루손섬의 토착종이다.

## 특징
작은 설치류로 머리부터 몸까지 몸길이는 91~105mm, 꼬리 길이는 89~93mm, 발 길이는 19~21mm이다. 귀 길이는 14~15mm, 몸무게는 최대 32g이다. 털은 길고 부드럽다. 상체는 균일하고 진한 불그스레한 갈색을 띠며, 복부 쪽은 누르스름한 회색이다. 등 쪽은 회색빛 갈색을 띠는 반면에 발른 진한 갈색이다. 머리부터 몸까지 길이 보다 꼬리 길이가 짧다.

## 생태
육상성 동물이며, 주행성 생활을 한다. 먹이는 곤충과 지렁이, 기타 무척추동물이다.

## 분포 및 서식지
필리핀 루손섬 북단 지역에 분포한다. 해발 1,500~1,650m의 산악 이끼 숲에서 서식한다.

## 보전 상태
제한된 지역에 서식하지만 IUCN 적색 목록에서 "관심대상종"으로 분류하고 있다.